# Forten rond Namen

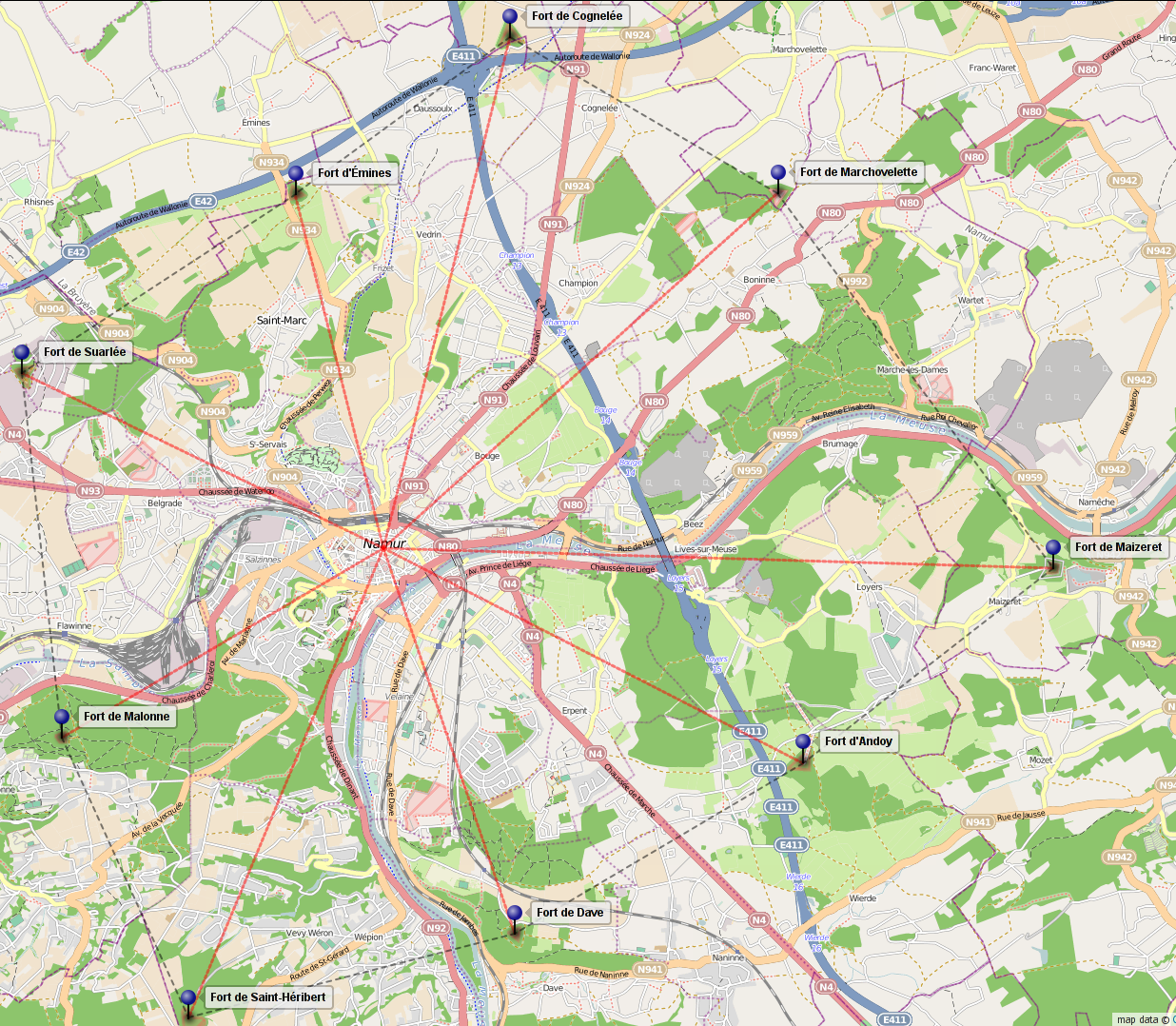
De forten rond Namen

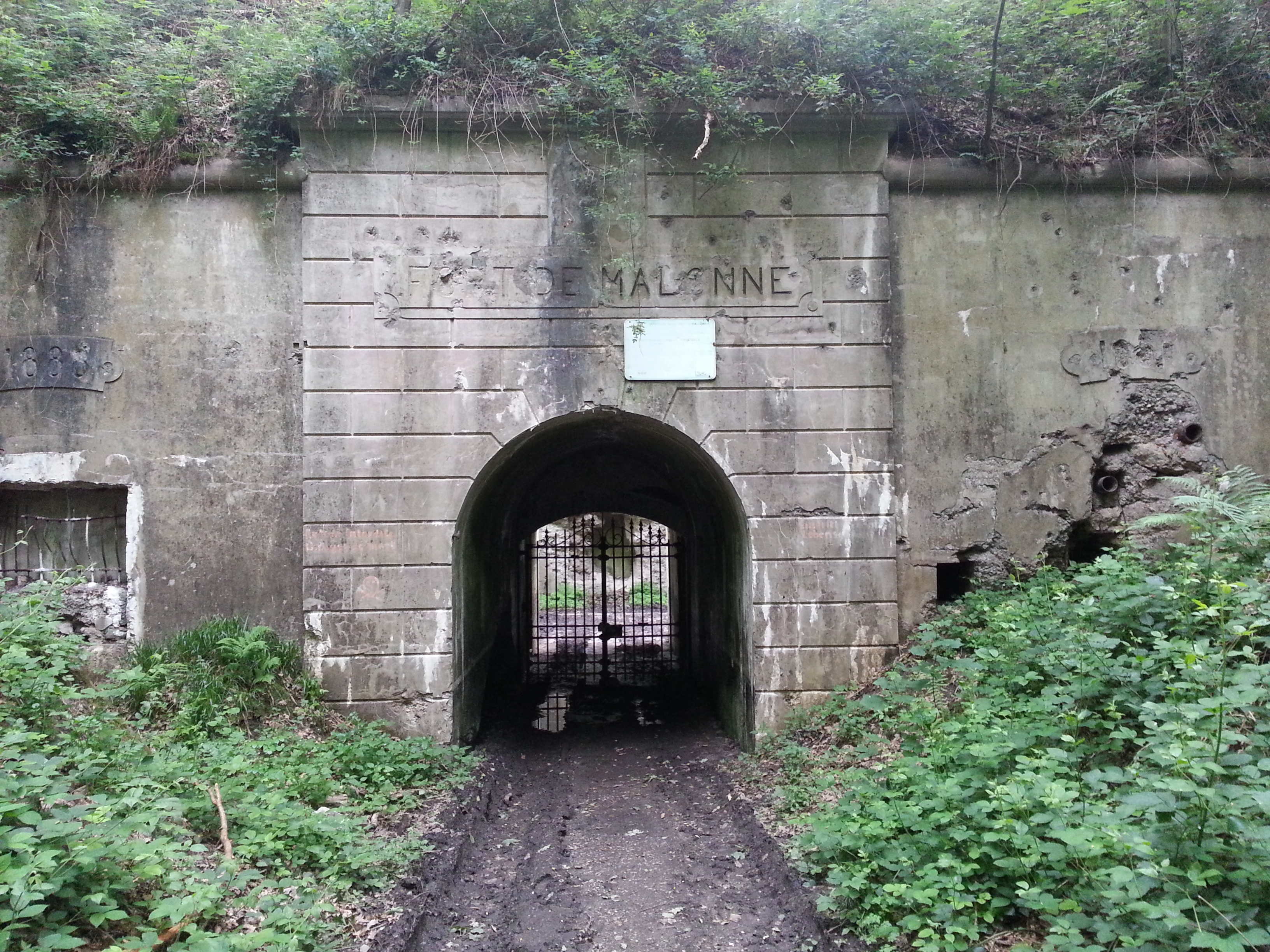
Ingang van het fort Malonne

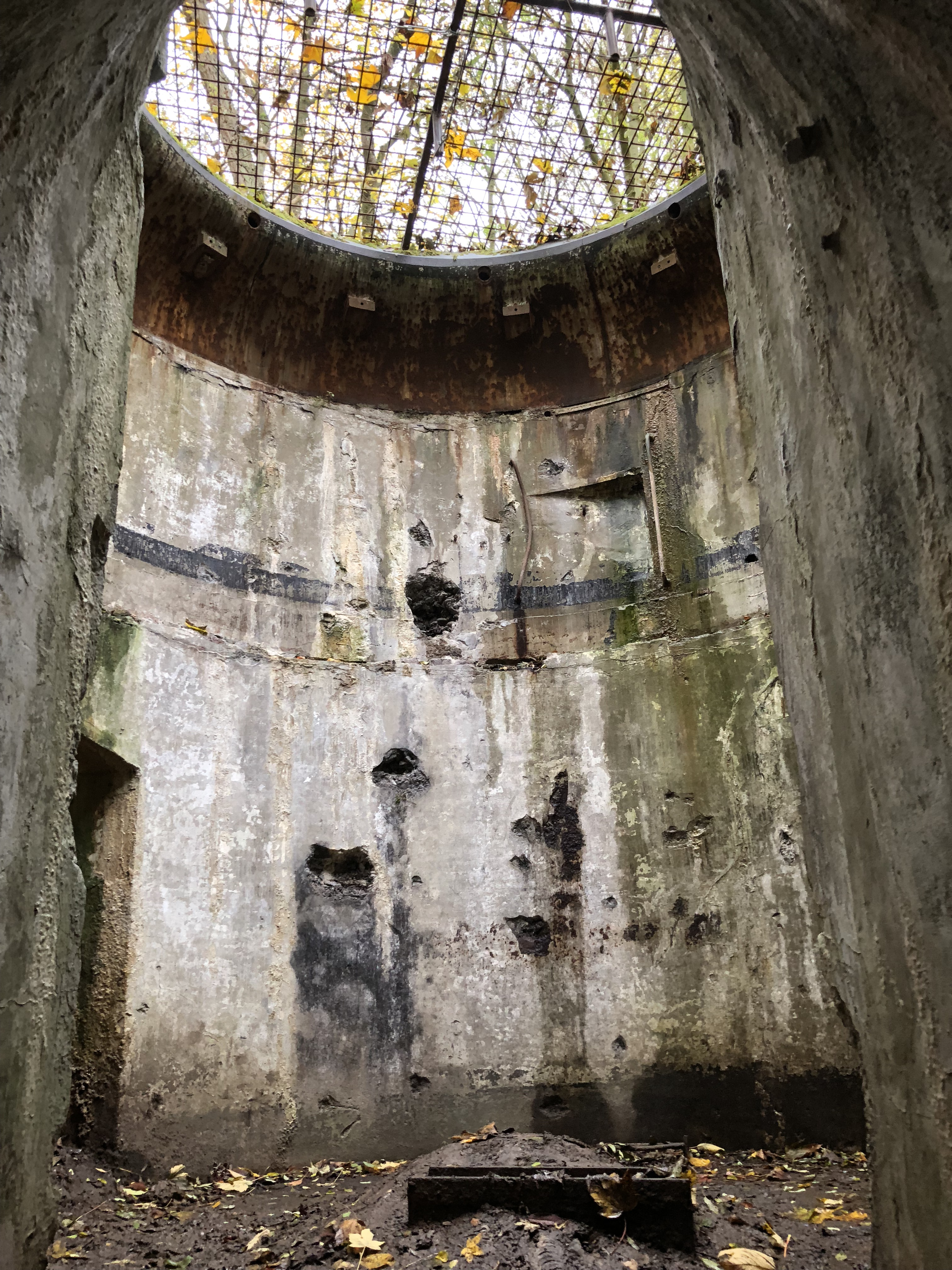
Lege ruimte in fort d’Emines waar een geschutskoepel stond opgesteld. De bruine ronde rand in het dak is pantserstaal

De Forten rond Namen (Frans: Position fortifée de Namur, afgekort als PFN) was een verdedigingslinie om de Belgische stad Namen. Het bestond uit negen forten aan beide oevers van de Maas. Ze zijn gebouwd tussen 1888 en 1891, op initiatief van generaal Henri Alexis Brialmont (1821-1903). Hun doel was oorspronkelijk om een Franse invasie te voorkomen, maar uiteindelijk zijn de forten door het Duitse leger in augustus 1914 aangevallen in de Eerste Wereldoorlog.

## Geschiedenis
De forten zijn gebouwd door Jules Baratoux, in samenwerking met Braive, Adrien Hallier en de gebroeders Eugène en Léon Letellier. Ze zijn gebouwd van ongewapend beton en hadden tot doel een vijandelijke opmars te vertragen.
De forten zijn identiek aan de forten rond Luik. De grondvorm is drie- of vierhoekig, maar enigszins aangepast aan de aard van het terrein. De muren en daken bestaan uit 3 à 4 meter dik beton en het geheel wordt omgeven door een droge gracht van zes meter diep en acht meter breed. De enkele ingang is aan de kant van de Maasvallei en gericht naar de stad. Hier was de kans op een vijandelijke aanval het kleinst. De poort is aan het einde van een lange toegangshelling. Aan de zijkanten van de poort zijn schietgaten aangebracht, met geweren kon op de vijand worden geschoten. Vervolgens was er een verrijdbare brug, bij een aanval werd deze onder het wachthuis getrokken en dan bleef een gapend gat over van 3,50 meter diep en 5 meter lang. Achter de poort, aan de binnenzijde van de droge gracht, was er nog een mogelijkheid de vijand te bestoken.
| Naam fort      | Omvang | Vorm      | Ligging boven zeeniveau (in meter) | Afstand tot centrum Namen (in meter) | Afstand tot buurfort (in meter) | Aanpassingen in interbellum |
| -------------- | ------ | --------- | ---------------------------------- | ------------------------------------ | ------------------------------- | --------------------------- |
| Mailonne       | klein  | trapezium | 195                                | 4700                                 | 4000                            | ja                          |
| Saint Héribert | groot  | driehoek  | 245                                | 6400                                 | 4300                            | ja                          |
| Suarlée        | groot  | driehoek  | 185                                | 5100                                 | 4700                            | ja                          |
| d'Emines       | klein  | driehoek  | 190                                | 4750                                 | 4150                            | nee                         |
| Cognelée       | groot  | driehoek  | 200                                | 6850                                 | 3375                            | nee                         |
| Marchovelette  | klein  | driehoek  | 195                                | 6850                                 | 5950                            | ja                          |
| Maizeret       | klein  | trapezium | 190                                | 8700                                 | 5950                            | ja                          |
| d'Andoy        | groot  | driehoek  | 220                                | 6050                                 | 4100                            | ja                          |
| Dave           | klein  | driehoek  | 150                                | 5700                                 | 4250                            | ja                          |

## De bewapening van de forten in 1914
De bewapening bestond uit kanonnen die gelijkwaardig waren aan de krachtigste Franse en Duitse belegeringsartillerie in 1888. Het grootste geschut waren de kanonnen en houwitsers met een maximum bereik van ongeveer acht kilometer. Ze waren opgesteld in volledig draaibare geschutskoepels in het dak van het binnenfort. Afhankelijk van de grootte van het fort waren er 5 tot 8 stukken die allen kwamen uit de fabrieken van de Duitse wapenfabrikant Krupp. Nordenfeld snelvuurkanonnen bevonden zich of in 3 of 4 gepantserde hefkoepels in het dak. Verder waren er 6 à 9 van deze snelvuurkanonnen in kazematten opgesteld in de contrescarpe, aan de buitenzijde van de gracht. Deze laatste bestreken de droge grachten met vuur. Alle Nordenfelt kanonnen waren vooral bedoeld voor de verdediging bij een infanteriebestorming. In 1914 was elk fort ook uitgerust met een infanteriedetachement. Dit verdedigde het fort, deed verkenningen en kon een tegenaanval doen.
Het bereik van de kanonnen en de ligging van de forten maakte het mogelijk dat buurforten konden helpen bij de verdediging van een fort dat aangevallen zou worden. Verder konden twee of drie forten hun vuur coördineren op een doel en daarmee een samentrekking van aanvallers verhinderen.

## Het beleg van Namen in 1914
De verdediging van Namen lag in handen van generaal Augustin Edouard Michel. Hij had een divisie van het Vierde Veldleger ter beschikking, zo'n 17.000 man, en verder nog 20.000 vestingtroepen. Er waren maar 32 machinegeweren en 48 kanonnen met een kaliber van 7,5cm beschikbaar en dan nog natuurlijk de bewapening van de forten. Op 1 augustus werden de posities tussen de forten in gereedheid gebracht, een lengte van 40 kilometer.
De Duitse troepen stonden onder bevel van generaal van de artillerie Max von Gallwitz. Hij beschikte over 90.000 man, zo'n 400 kanonnen met een kaliber van 10 tot 13cm en vier bataljons houwitsers van 21cm, acht Skoda mortieren van 30,5cm en twee mortieren van 42cm ofwel Dikke Berthas.
Bij het beleg van Namen hadden de Duitsers hun lessen van de aanval op Luik geleerd. In Namen vormden de Duitsers onmiddellijk een belegeringsleger. Op 19 augustus vonden de eerste schermutselingen plaats en het Belgische veldleger werd teruggetrokken binnen de fortenkring. Op 21 augustus vanaf 10 uur in de ochtend openden de Duitsers het vuur en de forten werden geraakt door het zwaarste artillerievuur. Deze stukken hadden een groter bereik dan de Belgische kanonnen waardoor de laatste geen weerstand konden bieden.
Het Duitse bombardement dwong alle verdedigers zich te verbergen in het centrale deel, waar onvoldoende sanitaire voorzieningen waren voor de 500 mensen en ook de lucht ongeschikt was. De keukens en wasruimten waren vooral in de – onveilige - contrescarpe gepositioneerd. De mechanische ventilatie was nog beperkt en de soldaten waren in feite afhankelijk van natuurlijke ventilatie door ramen en deuren open te zetten. Deze omstandigheden maakten een langdurig verblijf in de forten, en zeker bij beschietingen waarbij veel stof en rook vrijkomt, onmogelijk. Maizeret ontving niet minder dan 2000 granaten van het kaliber 15 en 21cm. Op 21 augustus openden de Dikke Bertha’s het vuur op Machovalette en een deel van de bezetting vluchtte het fort uit toen de poort even geopend werd om een loper te laten passeren. Op 23 augustus om 13:40 uur wordt Marchovelette getroffen door een 420mm granaat in de centrale galerij. De brand die hierbij uitbrak bereikte de munitieopslagplaatsen, die explodeerden. Twee derde van het garnizoen van het fort kwam om het leven of raakte gewond. Zes van de negen forten zijn door de zwaarste kanonnen beschoten.
De Duitse infanterieaanval ging van start op 23 augustus in de ochtend. De forten gaven zich daarna relatief snel over, de eerste was Cognolée op 23 augustus om 12:30 uur en Suarlée was de laatste op 24 augustus om 17:00 uur. Dit gebeurde wel na intensieve beschietingen die grote delen van het fort hadden beschadigd. Alleen het garnizoen van Malonne gaf zich over zonder strijd en het fort was ook niet beschoten. De forten werden aan het begin van de oorlog nog als onneembaar beschouwd. Gebouwd van ongewapend beton waren ze niet bestand tegen de wapens die na de bouw van de forten waren ontwikkeld.

## Interbellum en later

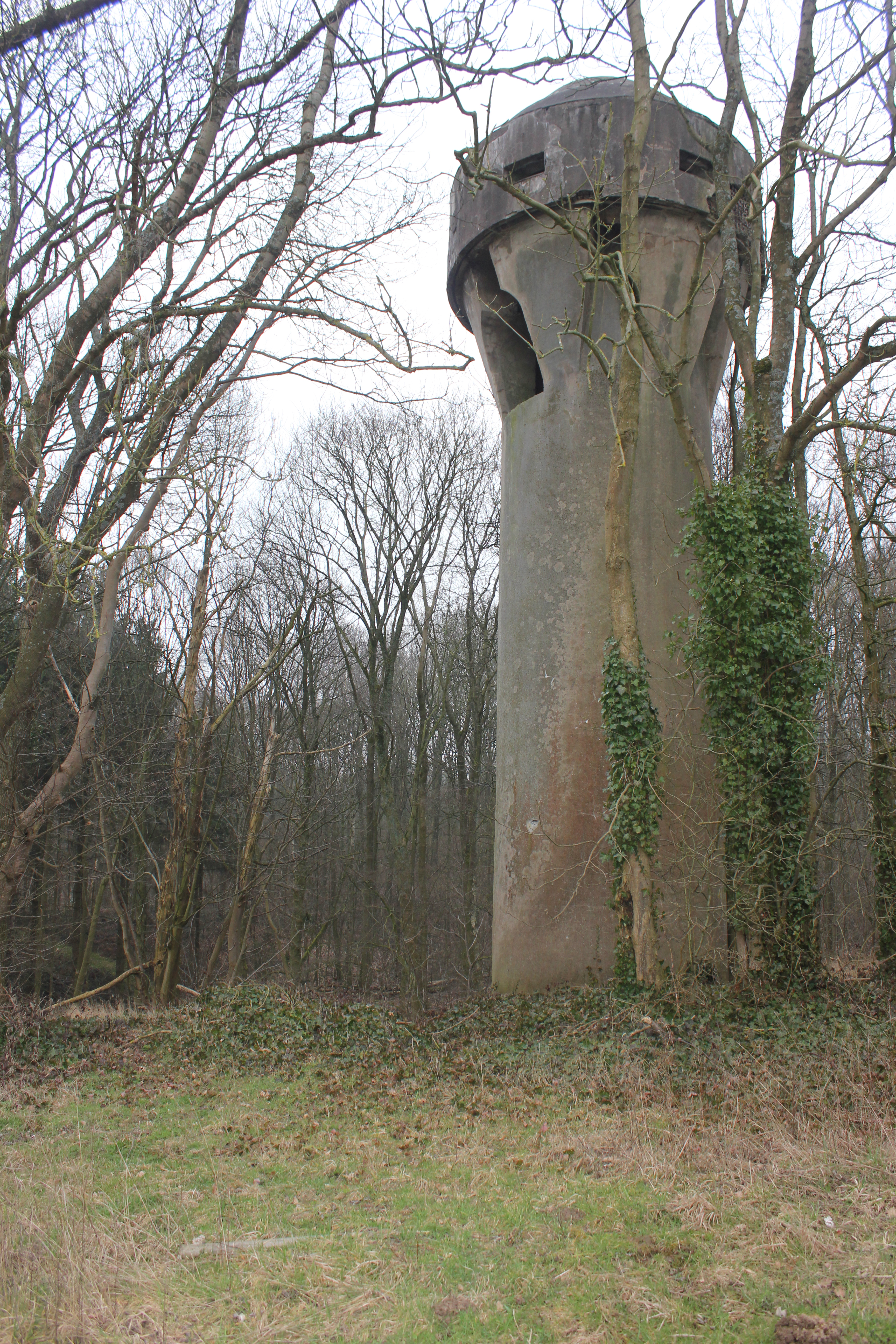
Ventilatietoren bij Fort d'Andoy

In het interbellum zijn de forten in 1924 buiten dienst gesteld. In 1926 werd generaal Maglinse opgevolgd door generaal Galet en hij zag wel een rol voor de forten. Vanaf 1929 werden de forten hersteld en bij zeven van de negen forten zijn verbeteringen doorgevoerd in antwoord op de tekortkomingen die tijdens de Eerste Wereldoorlog zijn blootgelegd. Een van de maatregelen was het vervangen van de houwitsers van 21cm door kanonnen van 15cm, maar met een groter bereik. De energievoorziening, ventilatie, sanitaire faciliteiten en de communicatie middelen werden verbeterd. De meest zichtbare verandering zijn de torens voor de luchtventilatie die ook kunnen dienen als observatieposten en nooduitgangen.  
Op 10 mei 1940 was de verdediging van de stelling in het noorden nog steeds onvolledig. De forten d'Emines en Cognelée waren niet gemoderniseerd en werden gebruikt als munitieopslagplaats. Hierdoor was er een gat tussen de forten Marchovelette, waarvan de werkzaamheden nog bezig waren, en Suarlée. Ter versterking van de verdediging waren er wel 156 bunkers van verschillende types tussen de forten en op de noordelijke Maasoever geplaatst.
Bij de inval in België in mei 1940 heeft het Duitse leger de forten met rust gelaten. Zij doorbraken de Franse stellingen bij Sedan en pas op 15 mei kwamen zij in de buurt van Namen. Na de doorbraak in Sedan had het Franse leger zich teruggetrokken. Op 15 mei trok ook de Belgische generaal Deffontaine zijn legerkorps terug en alleen de garnizoenen van de forten, circa 2000 man, bleven voor de verdediging achter. De forten Marchovelette en Suarlée werden als eerste onder vuur genomen en capituleerden op 18 en 19 mei. De zuidelijke forten werden door Stuka's en artillerie bestookt. Op 21 mei waren gaven Saint-Héribert en Malonne zich over gevolgd door Andoy en Maizeret op de 23e en Dave was de laatste op 24 mei.
In tegenstelling tot de vestingwerken van Luik waar veel forten zijn te bezoeken is bij Namen alleen het Fort Saint Héribert geopend voor publiek.

## Naslagwerken
- Luc de Vos e.a., 14-18 Oorlog in België, Davidsfonds Uitgeverij NV (2014) ISBN 9789058269904
- (en)  C. Donnell The Forts of the Meuse in World War I, Osprey Publishing, Oxford (2007) ISBN 9781846031144
- (fr)  Jacques Vandenbroucke La Position fortifiée de Namur (P.F.N.) en mai 1940 (2018) ISBN 9782960230604
- (fr)  C. Faque Henri-Alexis Brialmont. Les Forts de la Meuse 1887-1891, Bouge (1987)